# Вили Вандерстен
Вилеброрд Ян Франс Мария Вандерстен (на нидерландски: Willebrord Jan Frans Maria Vandersteen) е белгийски автор на комикси.

## Биография
Той е роден на 15 февруари 1913 година в Антверпен. Започва да публикува комикси по време на Втората световна война и, заедно с Марк Слен, е смятан за основоположника на този жанр във Фландрия. Той основава успешно студио, което през следващите десетилетия издава над 1000 албума в повече от 25 поредици с общ тираж над 200 милиона броя. Най-голям успех има поредицата му „Сюске и Виске“ („Suske en Wiske“), която продължава да излиза и след смъртта на Вандерстен, като през 2008 година са продадени 3,5 милиона албума.
Вили Вандерстен умира на 28 август 1990 година в Едегем.